# Adelais de Amboise
Adelais de Amboise (às vezes chamada de Aelinde) veio de uma influente família franco do Vale do Loire. Pelo lado materno era sobrinha de Adelard, Arcebispo de Tours, e Raino, Bispo de Angers. Em 865, seus tios arranjaram um casamento para ela com um homem chamado Ingelger, cuja devoção a Carlos, o Calvo tinha sido recompensada com terra e comandos militares. O dote de Adelais incluiu o Buzençais, Châtillon-sur-Indre, e a fortaleza de Amboise, que posteriormente tornou-se a residência real conhecida como o Castelo de Amboise. Adelais e Ingelger, que tem sido identificado como um visconde ou a primeira condagem de Anjou, foram pais de Fulk o Vermelho, que se tornou o primeiro conde hereditário de Anjou. De Acordo com Gesta Consulum Andegavorum, "após a morte de seu marido, Adelais foi injustamente acusada de adultério por um grupo de nobres liderada por "Guntrannus parens Ingelgerii", mas mais tarde foi absolvida."